# محمد حارس
محمد حارس من مواليد 9 يونيو 1991 لاعب كرة قدم قطري من أصول عراقية يلعب في الهجوم.
لعب سابقاً في نادي الغرافة ونادي الخريطيات ونادي معيذر ونادي الشمال ونادي المرخية ونادي مسيمير ونادي أم صلال.